# Hakim ibn Hizam
Pour les articles homonymes, voir Hizam.
Hakīm ibn Hizām est un compagnon du prophète de l'islam, Mahomet et neveu de sa première femme, Khadija.

## Biographie

### Famille
Il est le fils de Hizam ibn Khuwaylid, :40 et de Fakhita bint Zuhayr. Fakhita et Hizam ont eu dix enfants : Hakim (Fakhita ayant prix comme kunya Umm Hakim et Hizam la kunya Abu Hakim), Hizam, Hisham, Khalid, Abdullah, Yahya, Umm Hashim (Hashima), Umm Amr (Amira), Umm Sumaya (Sumaya), Umm Khawla (Khawla):106. Il est dit qu'il serait né dans l'enceinte de la Kaaba de La Mecque.
Il épouse sa cousine, Zaynab bint Al-Awwam ibn Khuwaylid, et ils ont eu au moins trois enfants : Abdullah, Khalid (dont il a pris sa kunya Abu Khalid) et Yahya. Il a un quatrième fils, Hicham, qui est peut-être un autre fils de Zaynab ; mais selon une autre tradition la mère de celui ci se nomme Mulayka bint Malik du clan Al-Harith des Quraysh:41.

### Jeunesse
Hakim combat durant la guerre d'Al-Fidjar de 589-592. Son père est tué dans la bataille et déclare avoir vu Mahomet parmi les archers assistant son oncle Abu Talib, lorsque les tribus Quraysh et Kinana vainquent les Qays. L'année suivante, lorsque les Koreishites finalisent leur traité de paix avec la tribu Qays, Hakim est l'un des quarante otages qui restent avec les Qays jusqu'à ce que la rançon soit versée:185.
Hakim devient un marchand qui commerce dans le maïs. Il est l'un de ceux qui a le droit de nourrir les pèlerins à la Kaaba:320. Il a racheté l'esclave Zayd ibn Harithah, pour lequel il a payé 400 dirhams et qu'il a confié à Khadija:6. Parmi ses actes de charité, il affranchit une centaine d'esclaves et il égorge une centaine de chameaux pour les distribuer en aumône,.
Sa maison jouxtait celle de Khadija ; et celle de son oncle Awaam ibn khuwaylid. Par conséquent, lorsque Mahomet épouse Khadija, Hakim devient son voisin.

### L'Islam précoce (610–630)
Lorsque Mahomet commence sa prédication en 610, Hakim reste indifférent à cette cause.
On[Qui ?] raconte qu'au moment du boycott du clan des Hashim (616-619), Hakim a vendu de la farine à sa tante Khadija. En route pour le livrer, il a rencontré Abu Jahl, qui l'a retenu et lui a dit : « Emportez-vous de la nourriture pour le clan Hashim ? Avant que vous ne déménagiez d'ici, je vous dénoncerai à La Mecque ! »[réf. nécessaire] Le cousin de Hakim, Abu'l-Bukhturi, est arrivé sur les lieux, a demandé ce qui se passait et a dit à Abu-Jahl qu'il devrait laisser Hakim livrer la nourriture à sa tante. Abu Jahl a toujours refusé et la querelle a éclaté. Abu'l-Bukhturi a frappé Abu-Jahl avec une mâchoire de chameau, le jetant au sol et l'a piétiné. :160–161
Néanmoins, en septembre 622 (après la mort de Khadija et le deuxième sermon à al-Aqabah ), Hakim fait partie des seigneurs de la Mecque qui complotent pour assassiner Mahomet:221.
Il combat avec les Mecquois à la bataille de Badr. Plus tard, il est très réticent à en parler:48. Pressé d'obtenir des informations, il affirme qu'il déteste marcher vers Badr ; que tout est la faute de Satan ; :17,19,20,27 et qu'il a vu les anges qui combattaient avec les musulmans dans la bataille:41. Lorsqu'il apprend que la caravane d'Abu Sufyan a été sauvée, il exhorte les Koreishites à faire la paix avec Mahomet:298. :33–35 Néanmoins, il témoigne que les Koreishites ont été vaincus lorsque Mahomet leur a lancé une poignée de cailloux. Durant la bataille, deux de ses cousins l'ont rattrapé et l'ont ramené chez eux à dos de chameau:48.
Hakim est présent parmi les mecquois lorsqu'ils se vengent de leurs morts à Badr en assassinant le compagnon de Mahomet, Khubayb ibn 'Adi en 625. La prière de Khubayb est : « Ô Allah, comptez-les tous et tuez-les un par un. Ne laissez aucun d'eux ». Hakim est si effrayé par cette prière qu'il se cache dans un arbre:175.

### Conversion à l'islam
Lorsque les Koreishites s'attendent à ce que Mahomet envahisse La Mecque, Abu Sufyan sort la nuit chercher des informations sur les mouvements des musulmans et Hakim est l'un de ses assistants. Mais ils n'ont rien appris d'utile:546. Hakim est pris par surprise lorsqu'il est approché par l'oncle de Mahomet, Al-Abbas, qui l'a averti que Mahomet avait amené une armée de dix mille hommes. « Convertissez vous à l'islam! Je vous protégerai jusqu'à ce que vous atteigniez le Messager d'Allah, car je crains que vous ne soyez coupé en morceaux avant de l'atteindre. » Hakim accompagne Al-Abbas à la tente de Mahomet, où il est interrogé et sa déclaration de foi est acceptée:401. Le lendemain, il aide Abu Sufyan à crier aux Mecquois : « Ô peuple des Quraysh, pourquoi vous tuez-vous ? Quiconque entre dans sa maison est protégé. Quiconque dépose ses armes est protégé. » Les gens répondent à leur appel et se précipitent chez eux:407. Plus tard dans la journée, les quatre fils de Hakim se convertissent à l'islam:41.
Hakim combat avec Mahomet lors de la bataille de Hunayn:439. Par la suite, lorsque Mahomet distribue des cadeaux à ses nouveaux disciples « pour gagner leur cœur » :594 Hakim demande une part du butin de cent chameaux, puis de cent autres, puis d'un troisième lot de cent chameaux. Mahomet l'oblige, mais lors du troisième don, il dit : « Hakim, cette richesse est une douce verdure. Celui qui le prend avec générosité d'âme en sera béni. Celui qui le prend avec fierté n'en sera pas béni, comme un homme qui mange mais n'est pas satisfait. La main supérieure [qui donne] est meilleure que la main inférieure [qui reçoit]. Lorsque vous commencez, commencez avec vos personnes à charge ! » Hakim a ensuite déclaré : « À partir de ce moment, je ne prendrai plus rien à personne ! » Il prend les cent premiers chameaux et part. Plus tard, quand Le calife Omar essaie de lui donner sa part des butins, il ne les accepte pas:463.
La famille de Hakim a ensuite émigré à Médine et s'y est installée:42.

## Narration de Hadith
Hakim a consulté souvent Mahomet sur des questions liées au commerce. Comme il le raconte : « J'ai acheté de la nourriture et fait des aliments [c'est-à-dire, je les ai cuisinés] et j'en ai réalisé un bénéfice avant d'en prendre possession. Je suis venu voir le Messager d'Allah et je lui en ai parlé. » Il a dit : « Ne le vendez pas avant d'en avoir pris possession. » Ce hadîth est considéré comme très important dans le développement du droit des contrats islamique car il traite de la question des ventes à découvert, des contrats à terme[réf. nécessaire].   
Il a souvent rapporté les enseignements de Mahomet dans les pratiques commerciales : « Le vendeur et l'acheteur ont le droit de conserver ou de retourner des marchandises tant qu'ils ne se sont pas séparés ou jusqu'à ce qu'ils se séparent; et si les deux parties disaient la vérité et décrivaient les défauts et les qualités, alors elles seraient bénis dans leur transaction, et s'ils disaient des mensonges ou cachaient quelque chose, alors les bénédictions de leur transaction seraient perdues. »
On[Qui ?] rapporte que Mahomet a dit à Hakim que toutes ses bonnes actions accomplies avant qu'il ne devienne musulman lui sont restées créditées par la suite. Après sa conversion, Hakim a affranchi une centaine d'esclaves supplémentaires et fait don de cent autres chameaux en aumône.
Il a rapporté que Mahomet avait interdit d'infliger des punitions (huddud) à l'intérieur d'une mosquée.
En l'an 656 ap j.c , lorsque son cousin Al-Zubayr est décédé, laissant 2 200 000 (vraisemblablement des dirhams) de dettes, Hakim a proposé de soulager la famille de ce fardeau.
Lorsque Marwan ibn al-hakam a été nommé gouverneur de Médine en 662, Hakim était l'un de ses fervents soutiens:43.
Il est décédé à Médine en 674:42 à l'âge de 120 ans:41.